# Konstantin Alekseevič Kalinin
Konstantin Alekseevič Kalinin (in russo Константин Алексеевич Калинин?; in ucraino Костянтин Олексійович Калінін?, Kostjantin Oleksijovyč Kalinin; Varsavia, 5 febbraio 1889 – Voronež, 24 aprile 1940) è stato un ingegnere sovietico, progettista di aerei con soluzioni tecniche piuttosto originali, fu arrestato durante le purghe staliniane nel 1938 e giustiziato due anni dopo.

## Biografia
Kalinin nacque a Varsavia il 5 febbraio 1889, allora parte dell'Impero russo. Le sue prime esperienze nel mondo dell'aeronautica risalgono al 1916, anno in cui divenne pilota militare. Nel 1918 prestò servizio nell'aviazione dell'esercito dello Repubblica Popolare Ucraina. Il 1º giugno 1920, Kalinin entrò in un istituto tecnico per l'aviazione, a Mosca. Nel 1923 brevettò l'ala con forma ellittica, e nel 1925 costruì il suo primo aereo, il Kalinin K-1 (RBZ-6), un piccolo monoplano ad ala alta.
Nel 1926 fu posto a capo dell'ufficio di progettazione (OKB) omonimo, nonché di alcuni impianti per costruzioni aeronautiche posti in Ucraina, nei pressi di Char'kov. In particolare, si occupò di aerei civili, ma progettò anche modelli militari. Il suo ufficio tecnico fu sciolto nel 1938, quando l'ingegnere fu arrestato durante le purghe staliniane. Fu giustiziato due anni dopo, nel 1940.

## Realizzazioni
Complessivamente, Kalinin sviluppò 16 modelli, incluse le varianti. Le sue realizzazioni avevano una serie di caratteristiche comuni:
- si trattava di aerei monoplani;
- le ali ed i piani di coda erano ellittici;
- la fusoliera aveva la struttura in tubi di acciaio;
- le struttura delle ali era in legno;
- la copertura era in tessuto.

In generale, si trattava di aerei piuttosto semplici ed economici da mantenere, soprattutto quelli per utilizzo civile. Questi, infatti, furono largamente utilizzati. Quelli militari invece erano estremamente originali dal punto di vista progettuale, e contenevano anche delle soluzioni piuttosto avanzate. Tuttavia, non furono mai prodotti in serie.

## Riconoscimenti
Gli è stato dedicato l'asteroide 3347 Konstantin.